# Скелювате (притока Мокрої Московки)
Скелювате (рос. Б. Скелевата) — балка (річка) в Україні у Вільнянському й Запорізькому районах Запорізької області. Права притока Мокрої (басейн Дніпра).

## Опис
Довжина річки приблизно 13,18 км, найкоротша відстань між витоком і гирлом — 9,40 км, коефіцієнт звивистості річки — 1,47. Формується декількома безіменними балками та загатами. На деяких ділянках балка пересихає.

## Розташування
Бере початок на південній околиці міста Вільнянськ. Тече переважно на південний захід через села Новософіївку, Кам'яне і на північно-східній околиці селища Івано-Ганнівка впадає в річку Мокру Московку, ліву притоку Дніпра.

## Цікаві факти
- Поруч з витоком балки на південній околиці міста Вільнянськ пролягає автошлях М18[2] (автомобільний шлях міжнародного значення на території України. Проходить територією Харківської, Дніпропетровської, Запорізької, Херсонської областей та АРК. Збігається з частиною європейського маршруту E105 (Кіркенес — Санкт-Петербург — Москва — Харків — Ялта)).
- У XIX столітті біля гирла балки існуваав вітряний млин[1].